# Жената в огледалото
„Жената в огледалото“ (на испански: La mujer en el espejo) е колумбийска теленовела от 2004 г. на телевизионната компания Телемундо.

## Актьорски състав
- Паола Рей – Хулиана Солер/Марица Ферер/Барбара Монтесинос
- Хуан Алфонсо Баптиста – Маркос Мути
- Габриела Вергара – Барбара Монтесинос де Мути
- Наташа Клаус – Лусмила Аребатос
- Пауло Цезар Кеведо – Алберто Гутериес
- Росана Фернандес Малдонадо – Ксиомара Карвахал
- Андрес Фелипе Мартинес – Пако Тапия
- Кристина Лилей – Рехина Солер
- Глория Гомес – Мерседес Солер
- Хавиер Гомес – Габриел Мути
- Раул Гутиерес – Ромеро
- Себастиан Боскан – Педро Бараха
- Педро Морено – Ниньо Аребатос
- Алфредо Анерт – Чарли
- Наталия Бедоя – Джинджър Пантоха Рубио
- Сандра Белтран – Антония Мути
- Марсело Буке – Хуан Тобиас Фонсека
- Хулио дел Мар – Нестор Фонсека
- Дидер ван дер Хове – Детектив Хавиер Росалес
- Джленми Родригес – Лейтенант Николас Андраре
- Виктор Родригес – Хуанко
- Леонела Гонсалес – Чела
- Педро Рода – Армандо
- Патрисия Кастанеда – Жизел Гонзалес
- Сергио Вега – Педрито
- Хосе Хулиан Гавирия – Начито
- Олга Салгадо – Алтаграсия
- Виктория Гонгора – Кристина
- Карлос Серато – Хулио Кастанеда
- Андреа Вияреал – Бланка де Кастанеда
- Инес Прието – Черната
- Виктор Крупър – Адриан Бараса „Патока“
- Ксилена Айкарди – Ванеса/Барбара Монтесинос

## В България
В България теленовелата е излъчена през 2006 г. по bTV. Ролите се озвучават от Наталия Бардская, Даниела Горанова, Ангелина Славова, Илиян Пенев и Емил Емилов.
На 10 април 2013 г. започва повторното излъчване по bTV Lady и завършва на 6 ноември. Нови повторения започват от 26 април 2014 г.